# Alhambra, Ciudad Real
Alhambra, Ciudad Real là một đô thị thuộc Ciudad Real, Castile-La Mancha, Tây Ban Nha. Đô thị này có dân số là 1.213.
| 1991 | 1996 | 2001 | 2004 |
| ---- | ---- | ---- | ---- |
| 1423 | 1341 | 1220 | 1190 |